# Willem Jozef Wuts

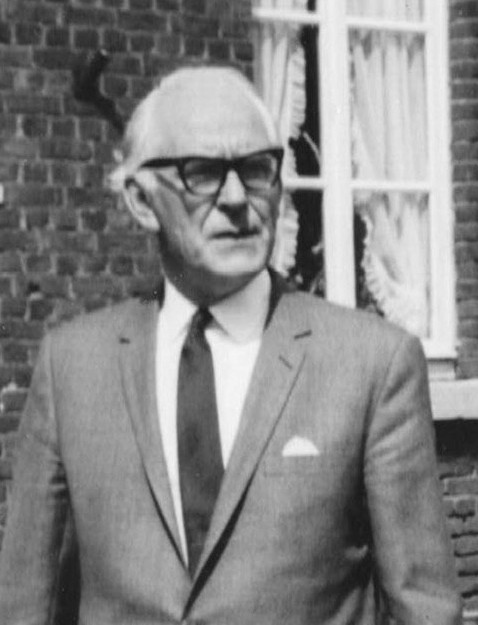
Willem Jozef Wuts in 1950s

Willem Jozef Wuts (Swalmen, 20 maart 1909 – Kessel, 16 maart 1968) was een Nederlands politicus.
Hij werd geboren als zoon van Petrus Hubertus Wuts (1873-1948) en Maria Hubertina Coorens (1881-1964). Hij was werkzaam bij de Roermondse eiermijn voor hij rond 1931 ging werken bij de gemeentesecretarie van Swalmen. In 1939 werd hij daar de gemeente-ontvanger. Eind 1951 volgde zijn benoeming tot burgemeester van Kessel. Tijdens dat burgemeesterschap overleed hij in 1968 op 59-jarige leeftijd.